# Pastel em campanha eleitoral no Brasil

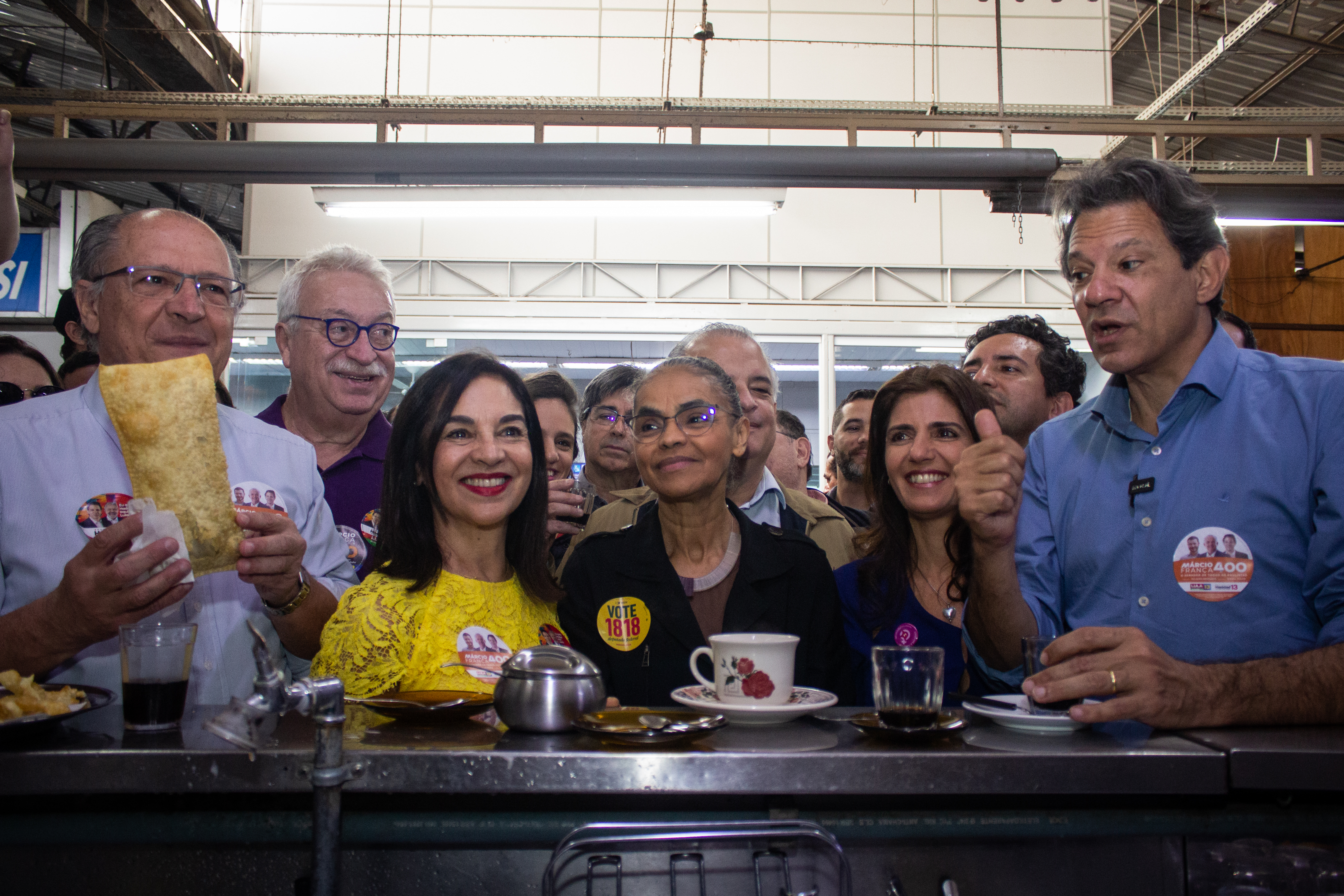
Fernando Haddad (à direita), então candidato ao governo de São Paulo, em uma pastelaria, ao lado de outros políticos

Durante campanhas eleitorais no Brasil, o ato de comer pastel de feira é usado com frequência pelos políticos como forma de se aproximar da população. A ação é alvo de repercussão e memes da Internet, que apelidam o período de campanha eleitoral no Brasil de "temporada do pastel".

## Motivação
O pastel de feira e também o caldo de cana são frequentemente usados como estratégia dos políticos para tentar se aproximar dos eleitores e passar a imagem de "candidato do povo". Segundo Lúcio Remuzat, cientista político e professor da Universidade de Brasília (UnB): "É a necessidade de ir à rua se expor, se apresentar para o eleitor, estar presente, próximo. É uma pena que esse processo se intensifica muito durante a campanha, mas deveria ser um processo continuado do representante eleito". O advogado e professor universitário, mestre em ciência política, Francis Ricken, comentou que nem sempre a ideia do político é parecer "do povão", mas sim mostrar-se naquele contexto urbano: "Estar na feira local e comer um pastel é tentar trazer a imagem de um cidadão comum, que frequenta os espaços urbanos e pode ser visto misturado às pessoas, sem a ideia de uma separação ou de um político apartado da sociedade. Essa imagem gruda muito mais nas camadas médias urbanas, do que o cidadão da periferia". Para Ricken, embora existam políticos que usam o ato como forma de oportunismo, nem sempre é o caso: "[um] político local se aproximar de sua base e pedir votos, não é oportunismo. É estratégia".

## Repercussão

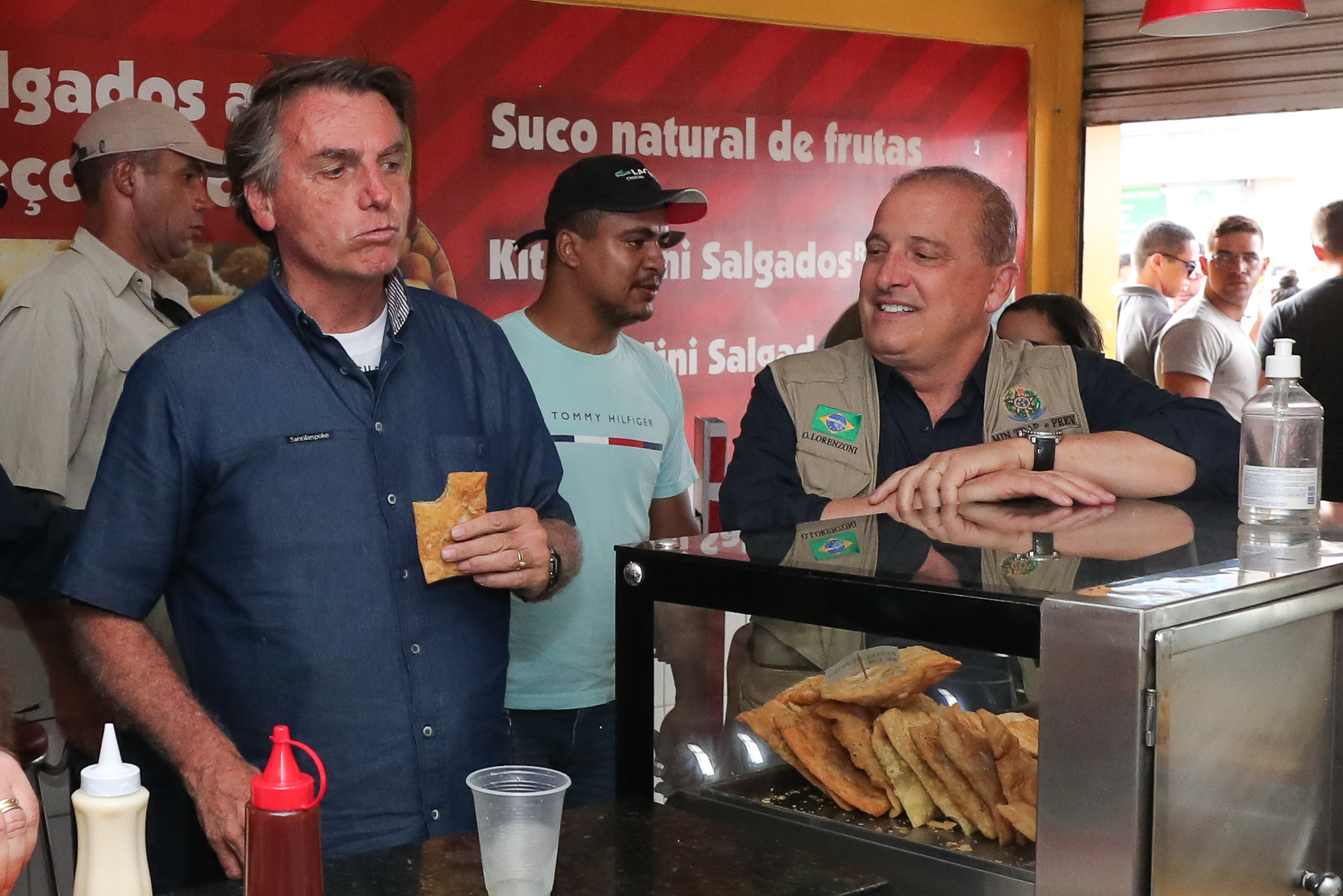
Jair Bolsonaro (à esquerda), então presidente do Brasil, em uma pastelaria de Toritama, Pernambuco, em 2021

Visto por alguns como clichê, o ato obtém repercussão na Internet e é alvo de memes. O período eleitoral é satirizado nas redes sociais, onde recebe o nome de "temporada do pastel". A cientista Camila Santos comentou que a aproximação com o povo pode virar motivo de piada na Internet quando é protagonizada por políticos de partidos que não têm histórico de ligação com movimentos sociais e, portanto, a ideia de "candidato do povo" pode soar falsa: "Os candidatos que vêm de partidos de esquerda têm movimentos sociais como base, é uma questão com a qual eles têm maior aproximação. Já os que tendem a ser de partidos de direita costumam estar ligados a classes mais altas, e fazem essas ações no momento das eleições para angariar votos".

### Incidentes notórios
Em 2016, João Doria, candidato à prefeitura de São Paulo, foi fotografado fazendo uma expressão interpretada como uma careta ou como uma expressão de nojo enquanto comia um pastel e tomava café. Após a repercussão, que envolveu memes da Internet, sua assessoria pediu para que ele não fosse fotografado enquanto comia. Depois de se eleger, Doria disse que "aprendeu a comer pastel". Dois anos depois, ele publicou em seu Twitter uma imagem onde aparece sorridente comendo um pastel, dizendo que aquele era o "melhor momento do dia" e que "amava pastel".
Em agosto de 2022, a pastelaria Gran Pastel Gourmet começou a vender pastéis com os nomes dos quatro principais candidatos à presidência — Jair Bolsonaro, Luiz Inácio Lula da Silva, Ciro Gomes e Simone Tebet — com cada um tendo alguma característica relacionada ao respectivo político. No final do mês, no entanto, a plataforma de delivery iFood vetou a venda de parte dos pastéis, bloqueando três deles, exceto o de Bolsonaro.
Rosângela Moro, candidata a deputada federal por São Paulo em 2022, publicou nas redes sociais em setembro um vídeo comendo um pastel. No entanto, ao fundo, uma mulher aparecia revirando o lixo da barraca de pastel. Após a repercussão, ela pediu desculpas e apagou o vídeo. Francis Ricken classificou a atitude de Rosângela como oportunista: "O meme surge quando o descolamento entre a figura do político e o que ele faz é muito grande. Um político que não frequentou aquele ambiente e tenta se aproximar soa estranho [...] Ela tem muito mais proximidade com Curitiba do que São Paulo, mas tenta em São Paulo para conseguir um contingente eleitoral maior e se tornar figura de destaque do partido. Isso é oportunismo".